# Adel Halilović
Adel Halilović (* 17. März 1996 in Salzburg) ist ein bosnisch-österreichischer Fußballspieler.

## Karriere
Halilović begann seine Karriere beim SV Austria Salzburg und spielte auch nach der Übernahme von Red Bull weiterhin für den inzwischen in FC Red Bull Salzburg umbenannten Verein.
Nachdem er zuvor in der Akademie der „Bullen“ gespielt hatte, debütierte er August 2014 für das Farmteam FC Liefering in der zweiten Liga, als er am siebten Spieltag der Saison 2014/15 gegen den LASK Linz in der Startelf stand und in der 60. Minute durch Lucas Venuto ersetzt wurde.
Die Saison 2015/16 begann er beim Regionalligisten USK Anif. Ohne einen Einsatz für die Anifer absolviert zu haben, wechselte Halilović bereits im August 2015 nach Kroatien zum NK Slaven Belupo Koprivnica. Auch dort kam er allerdings nicht zum Einsatz und so verließ er den Verein im Februar 2016 wieder.
Zur Saison 2016/17 kehrte er nach Österreich zurück, wo er sich dem Landesligisten SK Bischofshofen anschloss. In der Winterpause jener Saison wechselte er nach Bosnien und Herzegowina zum Erstligisten FK Krupa. Sein Debüt in der Premijer Liga gab er im April 2017, als er am 23. Spieltag gegen den HŠK Zrinjski Mostar in der Startelf stand.
Im Juli 2017 wechselte er nach Slowenien zum Zweitligisten NK Radomlje. Für Radomlje kam er in eineinhalb Jahren zu 45 Zweitligaeinsätzen. Im Februar 2019 wechselte er innerhalb Sloweniens zum Erstligisten ND Gorica, für den er zwölf Partien in der 1. SNL absolvierte. Mit dem Team stieg er aber aus der höchsten Spielklasse ab. Daraufhin wechselte er zur Saison 2019/20 wieder nach Bosnien, diesmal zum FK Sloboda Tuzla, für den er aber nie spielte. Im März 2020 kehrte der Mittelfeldspieler nach Österreich zurück und schloss sich dem Salzburger AK 1914 an. Für die Salzburger sollte er jedoch aufgrund des COVID-bedingten Saisonabbruchs nie spielen.
Zur Saison 2020/21 wechselte er wieder in die zweite slowenische Liga, diesmal zum NK Rudar Velenje. In Velenje absolvierte er 15 Spiele. Zur Saison 2021/22 wechselte er abermals nach Bosnien, diesmal zum FK Rudar Prijedor. Für Rudar kam er zu zwei Einsätzen in der höchsten bosnischen Spielklasse, ehe er den Verein im April 2022 vorzeitig verließ. Zur Saison 2022/23 wechselte Halilović nach Österreich zum viertklassigen Ilzer SV.